# One Új-Zéland
One New Zealand Group Limited (korábbi nevén: Vodafone New Zealand Limited), egy új-zélandi távközlési vállalat. A One Új-Zéland második legnagyobb távközlési szolgáltatója.

## Cégtörténet

### Vodafone Új-Zéland (1998-2022)

2006-tól 2017-ig használt logó

Székhelye Aucklandben található, 1998-ban alapították, miután a Vodafone megvásárolta a BellSouth-ot. A vállalat körülbelül 3000 embert foglalkoztat, főbb irodái Új-Zéland nagyvárosaiban vannak. 
A vállalat több száz millió dollárt fektetett be mobilhálózatába. 2013 februárjában a Vodafone Új-Zéland elindította első LTE hálózat, amely jelenleg az ország 96%-át fedi le. 2014 júniusában az Ookla a sebességtesztelési szolgáltatás révén a bolygó leggyorsabb mobilhálózatait rangsorolta, köztük a Vodafone-t is. 2019 decemberében a Vodafone Új-Zéland elindította Új-Zéland első 5G mobilhálózatát, amely most több mint 70 városban érhető el.  2022 márciusában a Vodafone Új-Zéland elnyerte az umlaut Új-Zéland legjobb mobilhálózata címet.
2006 októberében a Vodafone megvásárolta Új-Zéland harmadik legnagyobb internet szolgáltatóját. 2012-ben a Vodafone megvásárolta a TelstraCleart, ezzel Új-Zéland második legnagyobb internetszolgáltatója lett.
2016 júniusában a Sky TV és a Vodafone egyesültek, a Sky TV megvásárolta a Vodafone NZ 100%-át 1,25 milliárd  készpénzért, és új részvényeket bocsát ki a Vodafone csoportnak. A Vodafone UK 51%-os részesedést szerzett a társaságban. 

### One NZ (2023-)
2022. szeptember 28-án bejelentették, hogy a Vodafone New Zealand 2023 elején új nevet vesz fel.
Jelentések szerint a névváltoztatás 20-30 millió dollárt takaríthatott meg a vállalatnak, amelyet egyébként licencdíjakban fizetett. A Vodafone Új-Zéland azt állítja, hogy a névváltozás nem befolyásolja a roamingolást.
A cég Vezérigazgatója, Jason Paris ezt mondta a Twitteren: a One NZ a legjobbat jelenti (sokszínűség, befogadás, bizalom, innováció stb.)
2023. március 28-án a Vodafone NZ honlapja elkezdte átirányítani a felhasználókat a one.nz weboldalra.

#### 5G lefedettség
A One NZ elindította 5G szolgáltatását Auckland, Wellington, Christchurch, Queenstown és további 10 városban, azzal a tervvel, hogy 2020-ban bevezetik a szolgáltatást más városokba. A One 5G mostani lefedettsége több mint 70 százalék.

### iPhone

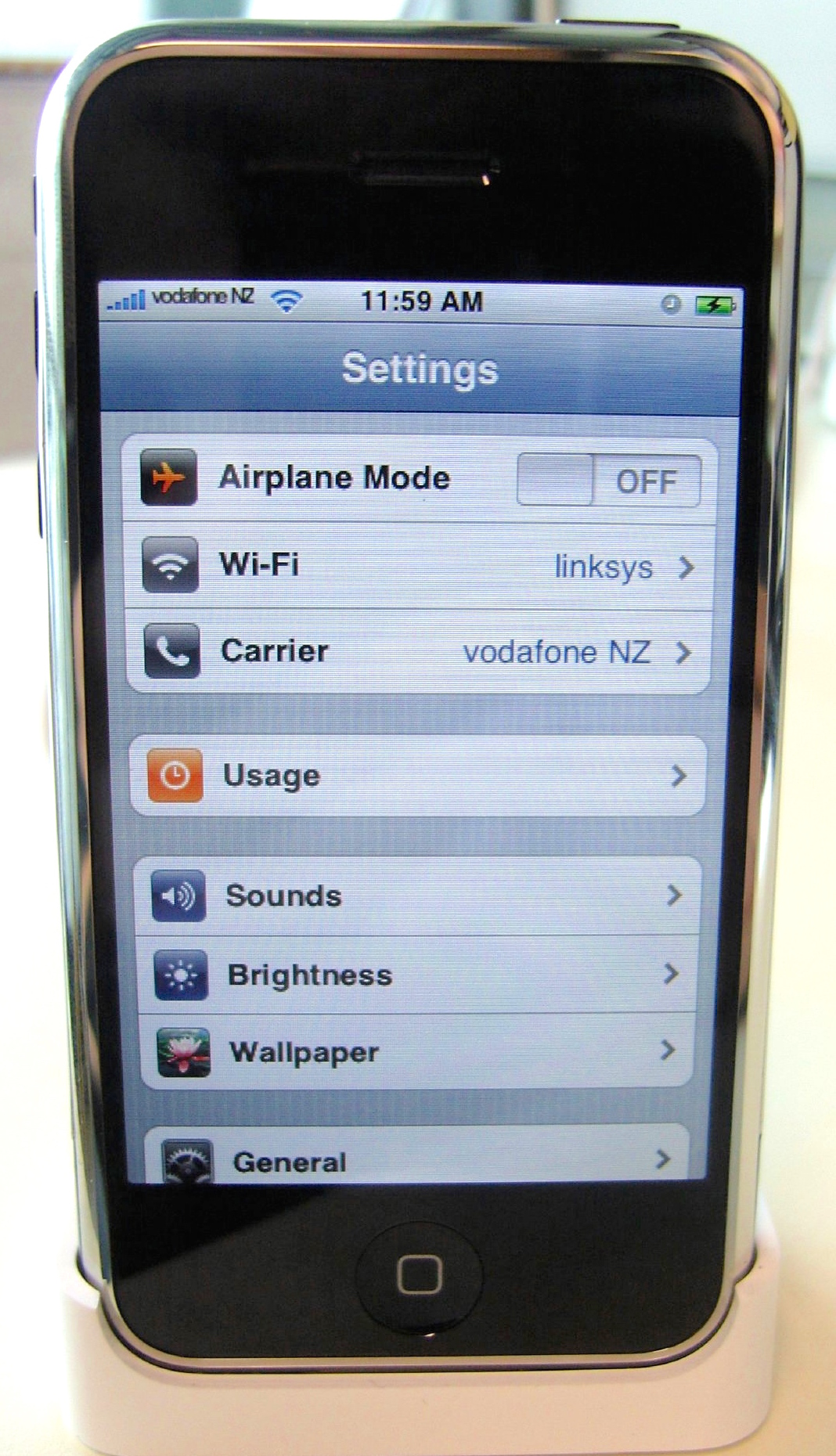
Az iPhone első modellje (a Vodafone hálózatán)

Az iPhone 3G csak a Vodafone hálózat ügyfelei számára volt elérhető. Az iPhone 3G, 3G lefedettsége a nagyobb városi központokra korlátozódott.
Az iPhone modellek későbbi bevezetése Új-Zélandon általában néhány héttel a világméretű megjelenés után történt. 

## Televízió
A Vodafone NZ (IPTV) szolgáltatást működtetett "VodafoneTV" márkanév alatt.  A TV-szolgáltatást eredetileg a TelstraClear tulajdonában lévő kábelhálózaton működtették Aucklandben, Wellingtonban és Christchurchben.

## Kritikák és panaszok
2006 és 2009 között a Vodafone-reklámok és -promóciók  félrevezetőnek bizonyultak és panaszokhoz vezettek - végül pedig 2011-ben és 2012-ben számos bírsággal sújtották a Vodafone-t.  A Vodafone NZ bocsánatot kért az eset miatt